# Valea Șurii, Mureș
Valea Șurii este un sat în comuna Valea Largă din județul Mureș, Transilvania, România.